# Арнор
Арнор е името на кралство в света на Толкин, Средната земя. То се намира между Мъгливите планини на изток и Сините планини на запад.
Десети и последен крал на Арнор бил Еарендур. След смъртта му през 861 г. последвала борба за власт между тримата му сина. Това довело до разпадането на Арнор на три отделни кралства — Артедаин, Кардолан, и Рудаур.
| Портал | В Портал Властелинът на пръстените можете да намерите още много страници за Властелинът на пръстените. |